# Dorothea Kuhn
Dorothea Kuhn (* 11. März 1923 in Halle an der Saale; † 13. Dezember 2015 in Weimar) war eine deutsche Wissenschaftshistorikerin, Editionsphilologin und Goethe-Forscherin.

## Leben
Dorothea Kuhn studierte von 1941 bis 1944 Chemie an der Martin-Luther-Universität Halle-Wittenberg und legte das Vorexamen ab. 1945 verließ sie ihre Heimatstadt Halle. 1952 wurde sie mit einer Dissertation Zur Klärung der Symmetrieverhältnisse des Pflanzenkörpers an der Johannes-Gutenberg-Universität Mainz promoviert.
Seit 1952 war Kuhn Bearbeiterin der von der Leopoldina herausgegebenen kritischen Edition Goethe – Die Schriften zur Naturwissenschaft, eines der wenigen gemeinsamen wissenschaftlichen Projekte im geteilten Deutschland. Seit dem Tod von Karl Lothar Wolf (1969), Rupprecht Matthaei (1976) und Wilhelm Troll (1978) gaben Dorothea Kuhn und Wolf von Engelhardt die Leopoldina-Ausgabe von Goethes Schriften zur Naturwissenschaft heraus.
Von 1959 bis 1962 studierte sie Editionsphilologie bei Friedrich Beißner. Von 1962 bis 1981 leitete Kuhn das Cotta-Archiv im Schiller-Nationalmuseum in Marbach. 1970 habilitierte sie die Eberhard Karls Universität Tübingen für das Fach Geschichte der Naturwissenschaften, 1978 wurde sie an die Ruprecht-Karls-Universität Heidelberg umhabilitiert, wo sie von 1981 bis 1983 eine außerplanmäßige Professur innehatte. Sie war ab 1970 Mitglied der Leopoldina. Dorothea Kuhn war „eine der großen Mittlerfiguren der Wissenschaft der DDR und der Bundesrepublik“.
323 Bücher aus ihrer Privatbibliothek befinden sich heute in der Herzogin Anna Amalia Bibliothek in Weimar.

## Auszeichnungen
- 1985: Schillerpreis der Stadt Marbach am Neckar
- 1991: Goldene Goethe-Medaille
- 1998: Deutscher Sprachpreis der Henning-Kaufmann-Stiftung
- 1999: Cothenius-Medaille der Deutschen Akademie der Naturforscher Leopoldina

## Werke
- Itinerarium Italiae (1967)
- Empirische und ideelle Wirklichkeit (1970)
- Poetisches Werk und Handelszwang (1979)
- Goethe und Cotta in ihren Briefen (1979)
- Typus und Metamorphose (1988)
- Goethes Reisen durch Schwaben 1779 und 1797. Deutsche Schillergesellschaft, Marbach am Neckar 1994, ISBN 3-929146-17-7.